# Sylvanie Burton
Sylvanie Burton (født 1964 eller 1965) er en politiker fra Dominica, som har været landets præsident siden 2023. Hun er den første kvindelige og den første oprindelige amerikanske (kalinago) præsident for Dominica.

## Karriere
Før valget til præsident havde Burton siden 2014 været departementschef i flere ministerier:  ministerierne for samfundsudvikling, udenrigsanliggender, handel, ungdom og sociale tjenester og senest i ministeriet for miljø, modernisering af landdistrikter, styrkelse af Kalinago og valgkredse. Burton har også tidligere haft stillingen som udviklingsmedarbejder i ministeriet for Kalinago-anliggender.
Burton blev nomineret af Dominica Labour Party-regeringen ledet af Roosevelt Skerrit til at efterfølge den afgående præsident Charles Savarin. Hendes nominering blev afvist af oppositionens leder, Jesma Paul Victor, hvilket førte til en afstemning i parlamentet mod oppositionens kandidat. Hun vandt præsidentvalget 27. september med 20 stemmer mod 5 og blev indsat som præsident 2. oktober 2023.

## Privat
Burton er gift og har to børn. Hun var 58 år gammel i august 2023, så hun blev født i 1964 eller 1965. Hun har en kandidatgrad i projektledelse og en bachelor i landdistriktsudvikling. Hun har pr. 2023 været lægmedhjælper i den romersk-katolske kirke i over 20 år.